# Secessionsbühne

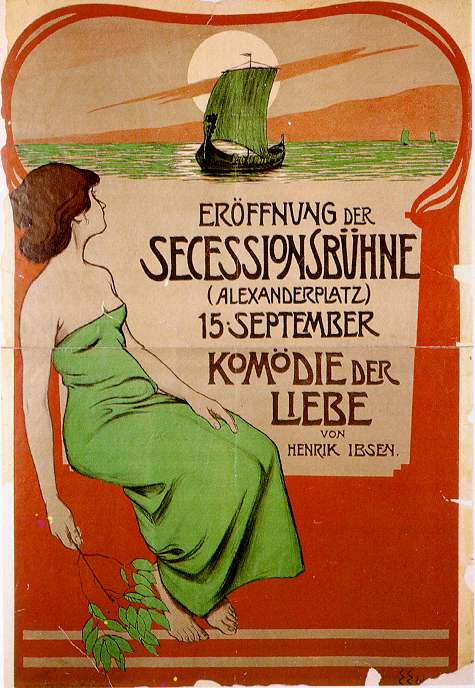
Eröffnungsplakat 1900

Die Secessionsbühne war ein junges Theaterensemble in Berlin von 1898 bis 1901.

## Geschichte

### Anfänge
1898 gründeten Martin Zickel, Paul Martin und weitere junge Schauspieler des Deutschen Theaters die Secessionsbühne als eigenes Ensemble. Die Absicht war es, ein neues avantgardistisches Theater zu schaffen, in dem künstlerische Aspekte im Schauspiel und bei der Gestaltung von Kostümen und Bühnenbild eine größere Bedeutung bekommen als in den bestehenden Berliner Bühnen. Der Name nahm Bezug zur Berliner Secession bildender Künstler, die ähnliche Ziele hatte.
Eine erste Spielstätte war das Urania-Theater in der Invalidenstraße 57–62 (nicht mehr vorhanden). Gespielt wurden Stücke junger Autoren wie Maurice Maeterlinck. Das Ensemble bekam Unterstützung von Persönlichkeiten wie Rudolf Steiner, dem Begründer der Anthroposophie, der bei einer Inszenierung die Einführungsrede hielt, und Rainer Maria Rilke, der an der Entwicklung Anteil nahm. Auch Theaterkritiker wie Alfred Kerr standen dem Unternehmen wohlgesonnen gegenüber.
Am 10. Dezember 1899 erfolgte der Umzug an die neue Spielstätte im Neuen Theater am Schiffbauerdamm (jetzt Berliner Ensemble) mit der Uraufführung des Dramas von Frank Wedekind Der Kammersänger.

### Secessionsbühne am Alexanderplatz

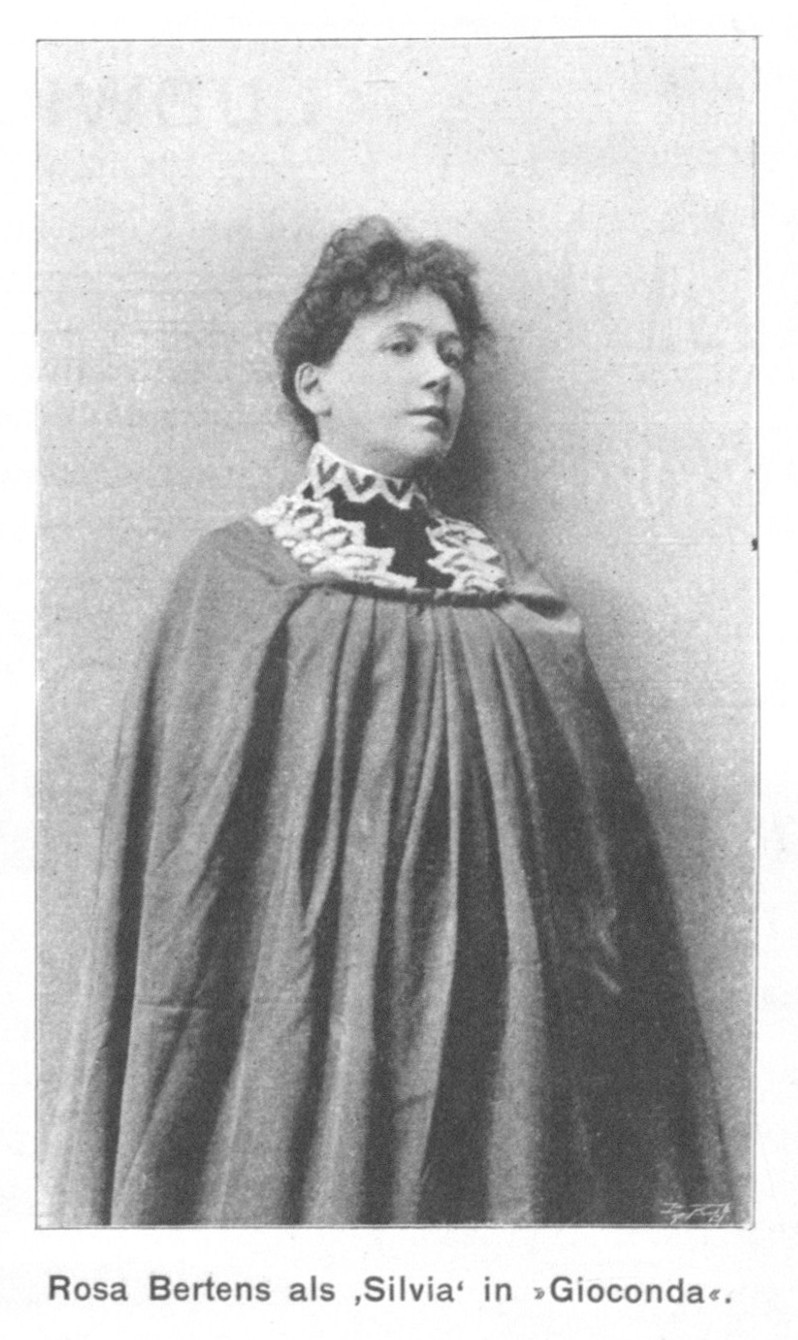
Rosa Bertens im Juli 1900 in Wien

Anfang 1900 wurde das Victoria-Theater am Alexanderplatz an der Alexanderstraße 40 angemietet. Es erfolgte eine Umgestaltung der Innenräume durch die Architekten Keller & Reiner. Das Haus war bisher als Unterhaltungstheater mit Schwänken und Operetten bespielt worden.
Während dieser Zeit gab es eine Gastspielreise nach Budapest und Wien, an der Max Reinhardt mit ersten Regiearbeiten beteiligt war. In Budapest gab es jeweils stürmischen Applaus, in Wien waren die Reaktionen etwas verhaltener. Die besten Kritiken erhielten Else Heims und Max Reinhardt als Schauspieler.
Am 15. September 1900 erfolgte die dann die Eröffnung des neuen Hauses am Alexanderplatz. Rainer Maria Rilke schickte ein Grußtelegramm. Die Inszenierung von Ibsens Komödie der Liebe wurde von den Theaterkritikern als enttäuschend beurteilt. Auch die Innengestaltung wurde bemängelt, der Theatersaal sei zu hoch, die Raumgestaltung zu wenig geschmackvoll, die ausgehängten Gemälde zu schlecht beleuchtet, die Garderobe zu eng mit nur drei Luken für bis zu tausend Besucher.
In den folgenden Wochen wurden Stücke moderner zeitgenössischer Autoren gespielt. Die Inszenierungen von Maeterlincks Tod des Titangiles und Interieur, Hofmannsthals Der Tor und der Tod und Tschechows Komödien wurden noch am besten beurteilt. Auch die kreative Bühnengestaltung wurde gelobt. Das Hauptproblem blieb aber die mittelmäßige Qualität der Schauspieler. Max Reinhardt und die meisten anderen Teilnehmer des Sommergastspiels waren wieder an den renommierten Berliner Bühnen beschäftigt.
Die Resonanz des Publikums blieb insgesamt zu niedrig. Erfolgreichstes Stück wurde ein Schwank von Lothar Schmidt, der letztendlich das Ende des ursprünglichen Konzeptes aufzeigte. Insgesamt machte sich bald Enttäuschung breit, dass die hohen Erwartungen, die das Ensemble geweckt hatte, nicht erfüllt werden konnten.

### Ende der Secessionsbühne
Seit Anfang 1901 nutzte Ernst von Wolzogen mit seinem Kabarett Überbrettl die Secessionsbühne ebenfalls als Spielort. Bald wurden fast nur noch dessen Programme aufgeführt. Martin Zickel wirkte an einigen von ihnen noch mit.
Er spielte seit Anfang 1901 auch mit Max Reinhardt und weiteren Akteuren in einem eigenen Kabarett Schall und Rauch, aus dem 1902 dann das Kleine Theater Unter den Linden erwuchs, das moderne Schauspielkunst auf hohem Niveau bieten konnte.

## Repertoire (Auswahl)

### Urania-Theater
- Maurice Maeterlinck: Intérieur, 1899, deutsche Erstaufführung, auch am Alexanderplatz[12]

### Neues Theater am Schiffbauerdamm
- Frank Wedekind, Der Kammersänger,  10. Dezember 1899, Eröffnungsstück, Uraufführung[13]
- Wilhelm von Scholz, Die Besiegten, 10. Dezember 1899, Eröffnungsstück
- Gabriele D’Annunzio: Gioconda, 1899, wahrscheinlich deutsche Erstaufführung[14]

### Gastspiel Budapest und Wien
- Max Halbe: Jugend, Budapest, Somossy, 2. Juli 1900, erste Aufführung der Gastspielreise, keine spätere Aufführung in Berlin bekannt[15]
- Max Deyser: Der Probekandidat, Budapest, 4. Juli 1900[16]
- Gerhart Hauptmann: Die Weber, Budapest, 7. Juli 1900, keine spätere Aufführung in Berlin bekannt[17]
- Henrik Ibsen: Gespenster, Budapest, 10. Juli 1900, keine Aufführungen in Berlin bekannt[18]
- Henrik Ibsen: Komödie der Liebe, Budapest, 13. Juli 1900; Wien, Theater in der Josefstadt, 14. Juli 1900, Regie Max Reinhardt[19][20][21]
- Maurice Maeterlinck: Pelléas und Melisande, Wien, Juli 1900, keine Aufführungen in Berlin bekannt[22]
- Maurice Maeterlinck: Intérieur, Wien, Juli 1900
- Gabriele D’Annunzio: Gioconda, Wien, Juli 1900
- Knut Hamsun: An des Reiches Pforten, Wien, Juli 1900
- Frank Wedekind: Der Kammersänger, Wien, Juli 1900
- Leo Hirschfeld: Erste Liebe, Wien, Juli 1900, zusammen mit Kammersänger
- Erich Schlaikjer: Hinrich Lornsen, Wien, Juli 1900
- Elsbeth Meyer-Förster: Der gnädige Herr, Wien, Juli 1900
- Henrik Ibsen: Brand, Wien, 31. Juli 1900, keine Aufführungen in Berlin bekannt

### Secessionsbühne am Alexanderplatz
- Henrik Ibsen: Komödie der Liebe, 15. September 1900 Eröffnungsstück, andere Besettung als in Budapest und Wien, Regie Martin Zickel[23]
- Anton Tschechow: Der Bär und Der Heiratsantrag, Oktober 1900, Komödien, deutsche Erstaufführungen
- Maurice Maeterlinck: Der Tod des Tintagiles, 12. November 1900, Regie Martin Zickel, gute Resonanz
- Hugo von Hofmannsthal: Der Tor und der Tod, Oktober 1900, zusammen mit Hockenjos[24]
- Jakob Wassermann: Hockenjos, Oktober 1900, zusammen mit Der Tor und der Tod
- Knut Hamsun: An des Reiches Pforten, 1900
- Lothar Schmidt: Der Leibalte, Schwank, mehrere Aufführungen
- Karl Schönherr: Die Bildschnitzer, 1900
- Elsbeth Meyer-Förster: Der gnädige Herr, 1900
- Helge Rode: Königssöhne, 1900
- Georges Courteline

## Persönlichkeiten
Im Ensemble waren während seines Bestehens verschiedene Schauspieler beteiligt.
- Martin Zickel, Leiter, Regisseur
- Paul Martin, Leiter
- Max Reinhardt, Regisseur bei Komödie der Liebe, Sommer 1900, sonst kaum beteiligt
- Rosa Bertens, Herbst 1899, Sommer 1900
- Ferdinand Gregori, Herbst 1899, Sommer 1900
- Else Heims, Sommer 1900,
- Friedrich Kayßler, Sommer 1900
- Rudolf Vallentin, Sommer 1900
- Paula Levermann, Sommer 1900
- Hedwig Pauly, Herbst 1900
- Leopold Iwald, Herbst 1900
- Julius Geisendörfer, Herbst 1900
- Adolf Edgar Licho, Herbst 1900